# Dinah Jefferies
Dinah Mary Jefferies (nascida em 1948) é uma romancista malaio-britânica, e escritora de contos e artigos.

## Biografia
Dinah Jefferies nasceu em Malaca, na Malásia, em 1948, e mudou-se para a Inglaterra em 1956, quando tinha oito anos de idade, após o país se tornar independente. Estudou no Birmingham College of Art e mais tarde na Universidade de Ulster, onde se licenciou em Literatura Inglesa.[carece de fontes?]
Quando seu filho Jamie tinha 14 anos, ele morreu num acidente na escola e a experiência influenciou o poder emocional das obras da autora, incluindo o seu primeiro livro The Separation (2013), em Portugal A Separação.
O seu romance de 2015, The Tea Planter's Wife (A Mulher do Plantador de Chá), foi a escolha do Richard and Judy Book Club e foi um best seller do Sunday Times por 16 semanas seguidas, de setembro a dezembro de 2015. O seu romance seguinte, The Silk Merchant's Daughter (em Portugal, A Filha do Mercador de Seda), de 2016, entrou no Top 10 do Sunday Times.[carece de fontes?] Foi autora bestseller em Itália, com os livros The Tea Planter's Wife e Before the Rains (em Portugal, O Silêncio da Chuva do Verão), de 2017. The Sapphire Widow (em Portugal O Segredo das Safiras), publicado em 2018, foi também uma escolha do Richard and Judy Book Club para o Verão do mesmo ano e entrou para a lista do The Sunday Times Top 10 bestsellers três dias após o lançamento, ali permanecendo por três semanas.[carece de fontes?] O seu livro seguinte, The Missing Sister, foi publicado em papel em 2019, tendo as versões eBook e áudio-livro publicadas poucas semanas depois. O eBook alcançou o número 1 da lista da Amazon Kindle e a versão em papel entrou no top 10 dos bestsellers do Reindo Unido, ficando na oitava posição já três dias depois da sua publicação.[carece de fontes?] O mesmo livro chegou à 13a posição da lista de bestsellers italianos.[carece de fontes?] Tendo baseado a maior parte dos seus livros no Sul/Sudeste da Ásia, o seu livro de 2020, The Tuscan Contessa, passa-se na Tuscania, Itália, durante a 2ª Guerra Mundial. Foi publicado na Itália e no Reino Unido em 2020.
Seus livros já foram publicados em 31 idiomas.
Em Setembro de 2020, Dinah mudou de editora, da Penguin Random House para a HarperCollins UK, com um contrato para escrever uma trilogia, sendo o primeiro livro Daughters of War, uma história sobre três irmãs na região de Dordogne, na França, durante a 2ª Guerra Mundial. Foi publicado em 16 de setembro de 2021, e entrou diretamente para o Top 10 do Sunday Times. A segunda parte da trilogia, intitulada The Hidden Palace, foi publicada em setembro de 2022, tendo como cenário a Inglaterra, a França e a ilha de Malta durante os anos de 1923 a 1947. O terceiro, e último livro, Night Train to Marrakech, foi publicado em setembro de 2023 e foi a escolha do Richard and Judy Bookclub.[carece de fontes?]

### Contos
- "The Scent of Roses" (Maio de 2014, publicado na revista The Sunday Express "S" magazine)
- "The Shadow in the Wind" (Setembro de 2015, publicado na The Sunday Express "S" magazine)